# Skibniew-Kurcze
Skibniew-Kurcze [ˈskibɲɛf ˈkurt͡ʂɛ] est un village polonais de la gmina de Sokołów Podlaski dans le powiat de Sokołów et dans la voïvodie de Mazovie, au centre-est de la Pologne.
Il est situé à environ 12 kilomètres au nord-ouest de Sokołów Podlaski et à 86 kilomètres à l'est de Varsovie.